# Alyssum decoloratum
Alyssum decoloratum là một loài thực vật có hoa trong họ Cải. Loài này được Pomel mô tả khoa học đầu tiên năm 1874.